# آيت والياض (آيت مزال)
آيت والياض هي إحدى مشيخات المملكة المغربية، تتبع جغرافيا لإقليم شتوكة آيت باها وإداريًا لآيت مزال. يقدر عدد سكانها بـ 1220 نسمة حسب الإحصاء الرسمي للسكان والسكنى لسنة 2004.